# Río Ñancahuazú
El río Ñancahuazú es un río amazónico de montaña temporario, afluente directo del río Grande, ubicado en la zona sudeste de Bolivia.

## Características
El río Ñancahuazú nace en la quebrada Yacunday, y corre de sur a norte recibiendo los arroyos Ticucha, Descubierta, Iquira, Yaque, Saladillo y Palmarcito, para desembocar en el río Grande cerca de Vado del Yeso.
El río está rodeado de altas serranías que crean un abrupto cañón, el cañón de Ñancahuazú.
La palabra «ñancahuazú» es un término guaraní que significa «quebrada» (ñanca) «grande» (guazú). La zona es un paraje inmemorialmente poblado por una rama de la cultura guaraní.
Al río se llega por la ruta que une las ciudades de Santa Cruz de la Sierra con Camiri, encontrándose aproximadamente a 220 km de la primera.

## Historia
Sobre el río Ñancahuazú se instaló el campamento de la guerrilla de Ernesto Che Guevara en 1966 y 1967, a resultas de lo cual resultó finalmente muerto en el caserío de La Higuera. La zona se ha convertido en un centro de memoria y turístico, mediante la denominada «Ruta del Che». 